# ChuLa
chuLa（チュラ）は日本の女性アイドルグループ。チュラ (chura) はスペイン語で「かわいい女の子」を意味し、Cute, Happiness, Upper, Love, Activeの頭文字からなる。2017年結成。SCOT所属。2024年よりHEROINESに加入。

## 概要
「BPM200！ハイテンポなアッパーチューンで元気を届ける渋谷原宿系アイドルユニット！」を謳っており、楽曲の特徴として、アップテンポで疾走感のある曲がほとんどである点が挙げられる。

### 2017年
- 4月1日、chuLaのお披露目ライブ予定を発表[3]。
- 5月7日、公式結成日。佐倉百音、藤井瑛実加、桜木妃奈、夏目みさき、北山姫華の5人を初期メンバーとして、chuLa主催ライブ「Let′s Start Upper Live」を渋谷DESEO miniにて開催し、お披露目[4]。
- 12月27日、「1stワンマンライブ」を青山RizMにて開催[5]。

### 2018年
- 3月26日、池袋RUIDO K3にて行われた事務所内対バン「FreeK Music Festival vol.20」をもって、北山が卒業[6]。
- 5月6日、新メンバーとして、佐藤まりん、渡辺あやのの2人が加入[7]。
- 5月19日、白金高輪SELENE b2にて行われた事務所内対バン「FFF〜chuLa 佐倉百音 卒業公演SP〜」をもって、佐倉が卒業[8]。
- 5月20日、白金高輪SELENE b2にて行われた対バンフェス「DDD〜DISCOVERY IDOL DEPOT」で、佐藤・渡辺を含む5人体制を初披露[9]。
- 7月7日・8日、アイドル横丁夏まつり!!〜2018〜に出演。
- 8月16日、「2ndワンマンライブ」を新宿ReNYにて開催[10]。
- 12月11日、「3rdワンマンライブ」を新宿BLAZEにて開催[11]。
- 12月29日、渋谷Studio Freedomにて行われたchuLa主催公演「えみかわいい祭-Final- chuLa藤井瑛実加 卒業SP!!」をもって、藤井が卒業[12]。

### 2019年
- 1月19日、新メンバーとして、橘ききょうが加入[13]。
- 1月27日、Zepp TOKYOにて行われた対バンフェス「MX IDOL FESTIVAL Vol.6」で、橘を含む5人体制を初披露。
- 3月2日、初となる地方でのワンマンライブ「初リリースツアー」の名古屋公演をNAGOYA ReNY limitedにて開催。また同ツアーの東京公演を4月2日に新宿BLAZEにて開催。
- 3月24日、左上腕二頭筋長頭炎の悪化により、橘の活動休止を発表[14]。
- 4月16日、新メンバーとして、大場美優佳、蒼井聖南、長尾優、花咲ひよりの4人が加入[15]。
- 4月29日、橘の活動終了を発表[16]。
- 5月1日、渋谷Studio Freedomにて行われたchuLa主催ライブ「2周年&新メンバーデビューLIVE」で、新メンバー4人を含む8人体制を初披露[17]。
- 6月4日、「4thワンマンライブ」をTSUTAYA O-EASTにて開催[18]。
- 6月15日、白金高輪SELENE b2で開催された対バンライブ「TIF2019メインステージ争奪LIVE〜前哨戦〜」に出演。ネット投票最下位ながらも、最終的に2位となり、8月2日に行われる決勝への切符を手にした。
- 8月2日・4日、TIF2019に出演。2日に行われたメインステージ争奪決勝にて敗れ、惜しくも4日のHOT STAGEでのライブの機会を逃した[19][20]。
- 9月18日、声帯ポリープにより、大場の活動終了を発表[21]。
- 9月21日、「全国8都市ツアー〜閃光8〜」の東京公演を白金高輪SELENE b2にて開催。またこの日を皮切りに8都市で公演を実施。
- 11月30日、TSUTAYA O-EASTにて行われたchuLa主催ライブ「夏目みさき卒業公演」をもって夏目が卒業[22]。

### 2020年
- 1月26日、新メンバーとして、北野ゆか、七瀬うたの2人が加入[23]。
- 2月15日、フジテレビのフジさんのヨコにて行われた対バンライブ「mini TIF vol.64」にて、北野・七瀬を含む8人体制を初披露[24]。
- 5月1日、公式Twitterにてルール違反を理由に花咲ひよりの契約を5月31日にて解除することを発表[25]。
- 5月26日、ロックフィールド×日本コロムビアより、1stシングル「完全無敵あいうえお」をメジャーリリース[26]。
- 10月11日、品川インターシティホールにて行われた単独公演「NEW NEW NEW」にて、新メンバーとして田中みうが加入[27]、またこの日8人体制も初披露となった。
- 11月28日、全国クアトロツアー「NEW SYSTEM」広島公演を広島CLUB QUATTROにて開催。この日を皮切りに、東名阪広をめぐるクアトロツアーを開始した。

### 2021年
- 2月22日、蒼井聖南が「FLASH」にて初グラビアを披露した。
- 11月17日、公式Twitterにて2022年3月上旬をもって渡辺あやのが卒業する事を発表した[28]。

### 2022年
- 2月11日、公式Twitterにて2022年4月頃をもって桜木妃奈が卒業し、アイドルを引退する事を発表した[29]。
- 3月12日、大手町三井ホールにて行われた「渡辺あやの卒業ライブ〜NEVER ENDING わたちゃん！〜」にて渡辺あやのが卒業した[30]。
- 3月16日、長尾優が卒業発表し、4月9日の有楽町オルタナティブシアターでのライブを以ての卒業が発表された。
- 4月30日、品川インターシティホールにて行われた「桜木妃奈卒業公演」にて桜木妃奈が卒業した。この日限定で以前卒業した、渡辺あやのと長尾優がゲストで登場した[31]。
- 5月3日、品川グランドホールで行われた＜chuLa 5TH ANNIVERSARY LIVE〜BRIGHT FUTURE〜＞にて枢木瑠花、楠こはな、長沢柚花が新メンバーとして加入した[32]。

### 2023年
- 1月3日、東京ドームシティホールにて「7thワンマンライブ」を開催。
- 4月23日、TOKYO GRAVURE IDOL FESTIVALとの連動企画「春のTGIF 週プレ賞 2023」に、グループを代表して北野ゆかが参加[33]。
- 4月24日、佐藤まりんが1年以内に卒業する事をchuLa公式Twitterにて発表[34]。
- 4月発売の雑誌らんくう『FAVE』2023年Vol.1にて、楠こはな、北野ゆか両名の水着グラビアが掲載[35]。
- 12月13日、2024年3月末にメンバー8人全員が卒業し、現体制を終了することを発表。3月12日が現体制最後のワンマンライブとなる[36]。

### 2024年
- 3月12日、日本武道館にて現体制のラストライブ「chuLa 9th ONE MAN LIVE ～約束の場所～」を開催[37]し、全員卒業。
- 3月14日、HEROINESへの加入、および新体制オーディション開催を発表した[38]。
- 6月6日、新体制お披露目ライブを新宿BLAZEにて開催[39]。

### 2025年
- 1月14日、公式Xにて同月18日のライブをもって現体制を終了する事を発表[40][41]。

- 1月18日、さいたま市中央区のHEAVEN'S ROCKにて「現体制終了ライブ」を開催。新体制移行への準備期間として活動を休止[41]。

- 5月15日、HEROINES運営ことimaginateから元ガガピエロのはまちひよをリーダーに迎え、玉響せつな以外のメンバーを一新して活動再開。

## メンバー

### 現メンバー
| 名前       | 担当色   | 誕生日                 | 備考                     |
| ---------- | -------- | ---------------------- | ------------------------ |
| 玉響せつな | 白       | 2007年4月17日（18歳）  |                          |
| はまちひよ | 水色     | ????年8月11日          | 元ガガピエロ             |
| 明鏡みらの | 緑       | ????年6月8日           |                          |
| 陽咲みお   | オレンジ | ????年??月??日         |                          |
| 紫藤らら   | 紫       | ????年??月??日         |                          |
| 綿森ろわ   | 青       | 2003年10月11日（21歳） | 元東京CuteCuteの天羽リリ |
| 八木ほるん | ピンク   | ????年??月??日         |                          |
| 飴色りんご | 赤       | ????年12月29日         | 元広瀬りさ               |

### 元メンバー
| 名前       | 担当色               | 誕生日                 | 備考                                                                         |
| ---------- | -------------------- | ---------------------- | ---------------------------------------------------------------------------- |
| 北山姫華   | ミステリアスパープル | 3月9日                 |                                                                              |
| 佐倉百音   | プリンセスイエロー   | 11月9日                | 現「乙女エトワール」メンバー                                                 |
| 藤井瑛実加 | ローズレッド         | 6月19日                | さんハロPR大使、ご当地ソロアイドル（ハロウィン限定）                         |
| 橘ききょう | プリンイエロー       | 8月14日                | 所属当時(株)SRF所属                                                          |
| 大場美優佳 | ぐみぐ水色           | 8月4日                 | A-LIGHT所属                                                                  |
| 夏目みさき | がきんちょれっど     | 7月5日                 | 2019年1月26日までがきんちょブルー、現芸名・岩橋さき                          |
| 花咲ひより | 幸せグリーン         | 11月2日                | 「ネコプラ」元メンバー。 グラビアアイドルとしても活動していた。              |
| 渡辺あやの | わたげブルー         | 5月12日                | (株)SRF所属、2019年1月26日までおひさまオレンジ                               |
| 長尾優     | みつばちイエロー     | 4月8日                 | 「ANAⓇKIE」元メンバー                                                        |
| 桜木妃奈   | ピチピチピンク       | 2月27日                | 「ニコニコ♡LOVERS」元メンバー「ANAⓇKIE」プロデューサー                       |
| 佐藤まりん | お砂糖パープル       | 11月4日                | 大阪府出身                                                                   |
| 蒼井聖南   | フェアリーホワイト   | 11月21日               |                                                                              |
| 北野ゆか   | ばぶちゃんレッド     | 10月17日               |                                                                              |
| 七瀬うた   | 果汁100%オレンジ     | 11月26日               | 「いちごみるく色に染まりたい。」元メンバー                                   |
| 枢木瑠花   | かわちいピンク       | 3月15日                | 「PrincessGarden-姫庭-」元メンバー                                           |
| 楠こはな   | シナモンブルー       | 6月1日                 | 「Rizm☆Attention」元メンバー 「君に、胸キュン。 (アイドルグループ)」メンバー |
| 長沢柚花   | メロメロイエロー     | 11月19日               | 「手羽先センセーション」現メンバー                                           |
| 田中みう   | 水色                 | 2005年3月4日（20歳）   | PiiiiiiiN元メンバー 旧体制 ミニミニミントグリーン                            |
| 杏希はな   | 黄                   | 2008年11月2日（16歳）  | 元ヒロインズ研究生 SAI²Rium現メンバー                                        |
| 綾苺める   | 赤                   | 2004年7月26日（21歳）  |                                                                              |
| 妹川りら   | 緑                   | 2005年1月10日（20歳）  | 元『アイコノクラズム』赤リーダー藤江瑠美                                     |
| 飛鳥ことり | ピンク               | 12月19日               |                                                                              |
| 天川ほたる | 青                   | 2005年10月27日（19歳） |                                                                              |
| 成瀬なる   | 紫                   | 2005年4月3日（20歳）   | 天使にはなれない現メンバー                                                   |

### ユニット
- JK☆FreeQ（2018年8月29日 - 2019年3月27日）
  - FreeKに所属する現役女子高生 (JK) から選抜されたユニット。chuLaからは夏目（当時高3）と渡辺（当時高1）が参加。2019年度以降の活動は確認されていない。
- ＃イヤフォンを越えて（2020年）
  - 新型コロナウイルスへのチャリティー活動の一環として、FreeK所属のアーティスト・スタッフが参加した。chuLaからは、8人のメンバー全員とマネージャーが出演。
- FreeKie （2021年） We are "FreeK"
  - FreeKに所属する20グループ総勢152名によって結成されたユニット[44]。chuLaも所属する徳間ジャパンコミュニケーションズからメジャーデビューを果たす。

## 作品

### シングル
| #                                           | タイトル                      | リリース日                    | 収録曲 | 最高位                        | 備考                                 |
| メジャーリリース (rock field)               | メジャーリリース (rock field) | メジャーリリース (rock field) | メジャーリリース (rock field)                                                                                                 | メジャーリリース (rock field) | メジャーリリース (rock field)        |
| ------------------------------------------- | ----------------------------- | ----------------------------- | --- | ----------------------------- | ------------------------------------ |
| 1                                           | 完全無敵あいうえお            | 2020年5月26日                 | 1. 完全無敵あいうえお 2. ビバ☆ジャパン 3. 閃光8 4. 完全無敵あいうえお (Instrument)                                            | 4位（デイリー1位）            |                                      |
| メジャー (徳間ジャパンコミュニケーションズ) |                               |                               | |                               |                                      |
| 2                                           | chuLa NEW SONG card（仮）     | 2021年5月26日                 | 1. ＃超ジャングルのチキチキアドべんちゃー 2. ちゅららんレーサー 3. FIGHTING DREAMER 4. ギュッと溢れ出す愛情                   | -                             | 楽曲データを印刷したチェキによる販売 |
| 3                                           | ツラみ                        | 2022年2月16日                 | 1. ツラみ 2. おちゅらけ戦隊ちゅらレンジャー 3. We are the chuLa 4. SNOW SNOW SNOW                                             | -                             |                                      |
| 4                                           | 夏の君にテヘヘのへ            | 2022年9月21日                 | 1. 夏の君にテヘヘのヘ 2. どきゅーとこみゅにけーしょん 3. ぐるぐるぐるぐるりん地球（仮タイトル） 4. たらんちゅら（仮タイトル） | -                             |                                      |
| 5                                           | シンガロング・ワールド        | 2023年2月15日                 | 1. シンガロング・ワールド 2. 夢模様 3. 全力ハリケーン 4. HERO☆ストラックアウト                                                | -                             |                                      |

### 楽曲
- ポポポポペット（作詞：采 作編曲：川崎ダイスケ）
- トキメキCherry（作詞：穐田和恵 作編曲：川崎ダイスケ）
- トゥーザシャキナベイビーロンリファイト（作詞・作曲：八十島弘之〈2700〉 編曲：中村皓、樋口聖典）[注 1]
- 涙色星（作詞：穐田和恵 作編曲：川崎ダイスケ）
- ちゃむあらん（作詞：采 作編曲：川崎ダイスケ）
- 史上最強うぇぽん（作詞：采&k.o. 作編曲：83）
- キミキミキミ（作詞：八十島弘之〈ザ ツネハッチャン〉作編曲：FUNKY〈LIFriends〉）
- しゃなりら -五星ノ華 ゴセイノハナ-（作詞・作編曲：tkr）
- 青春ゾンビちゃん（作詞：ボンざわーるど 作曲：83）
- ケ・セラ・セラ（作詞：穐田和恵 作編曲：tkr）
- Shooting STAR（作詞・作曲：Zactori）
- 閃光8（作詞・作編曲：Zactori）
- ビバ☆ジャパン（作詞・作編曲：Zactori）
- 完全無敵あいうえお（作詞・作編曲：Zactori）
- サマーアモーレ（作詞・作曲：Zactori）
- スッと君が消えていく感情（作詞・作曲：Zactori）
- WAKU☆DOKIベイベー！（作詞・作曲：Zactori）
- ちゅららんレーサー（作詞・作曲：Zactori）
- ポケットの中で繋ぐ手と手
- FIGHTING DREAMER（作詞・作曲：Zactori）
- 超ジャングルのチキチキアドべんちゃー（作詞・作曲：トミタカズキ）
- おちゅらけ戦隊ちゅらレンジャー
- ギュッと溢れ出す愛情（作詞・作曲：Zactori）
- We are the chuLa
- ツラみ （作詞・作曲：音羽-otoha-〈フォーエイト〉）

## 出演

### ラジオ
- chuLaのちゅらららじお！（2017年5月2日 - 、渋谷クロスFM）- 月1回程度放送。
- NON STYLE井上の渋谷ジャック（2018年10月28日、渋谷クロスFM）- ゲスト出演
- 上月せれなのラジオモンスター（2019年7月16日、FM-FUJI）- ゲスト出演
- キラメキ ミュージック スター「キラスタ」（2020年5月18日、NACK5）- コメント出演
- rock field 897（2020年5月18日、InterFM）
- chuLaのちゅらちゃれ！（2022年4月5日 - 2023年3月、エフエム滋賀）
- chuLa 蒼井聖南 楠こはなのchuLadio （2023年4月4日 - 2024年3月、ラジオ日本）
- 岡田康太とchuLaのちゅらんくアップ！（2023年4月6日 - 2024年3月28日、ニッポン放送）
- chuLaのちゅらいでーないと（2024年8月 - 2025年1月、FM富士）

### テレビ
- アイドルゾーン20時（2019年4月1日 - 6月21日、TOKYO MX2）- 金曜レギュラー[46]
- この指と〜まれ!season3（2019年7月29日、フジテレビ）
- バリふり!!!（2019年8月18日 - 、木曜隔週、TOKYO MX2）
- 13分のステージ（2020年5月21日・28日、tvk）
- 関内デビル（2020年6月2日、tvk）
- #しゃにむにロック 〜型破りな女たち〜（2021年1月28日 - 隔週、中京テレビ）- 番組リニューアルまでレギュラー
- バズっchuLaTV （2021年4月9日 - 2023年6月1日、隔週第2・4 金曜・TOKYO MX）
- ちゅらバラ （2023年7月6日 - 2024年3月7日、TOKYO MX）

### ウェブテレビ
- 矢口真里の火曜The NIGHT（2020年5月27日、AbemaTV）

### CM
- ビックエコー「パーティーコース」サポーター（2023年）